# 法国国家林业局
国家林业局（法語：Office national des forêts，简称ONF）是法国政府的一个机构，负责管理国家森林、城市森林和生物保护区，总部位于巴黎。